# Cussac (Haute-Vienne)
Cussac ist eine französische Gemeinde im Regionalen Naturpark Périgord-Limousin in Frankreich. Sie gehört zur Region Nouvelle-Aquitaine, zum Département Haute-Vienne, zum Arrondissement Rochechouart und zum Kanton Rochechouart. Sie grenzt im Nordwesten an Saint-Bazile, im Norden an Oradour-sur-Vayres, im Osten an Champagnac-la-Rivière, im Süden an La Chapelle-Montbrandeix, im Südwesten an Marval und im Westen an Saint-Mathieu. Die Tardoire bildet die Nordgrenze der Gemeinde. Die Bewohner nennen sich Cussacois.

## Bevölkerungsentwicklung
| Jahr      | 1962 | 1968 | 1975 | 1982 | 1990 | 1999 | 2008 | 2013 |
| --------- | ---- | ---- | ---- | ---- | ---- | ---- | ---- | ---- |
| Einwohner | 1155 | 1183 | 1253 | 1252 | 1206 | 1123 | 1187 | 1243 |

## Sehenswürdigkeiten
- Schloss Cromières, Monument historique
- Kirche Saint-Pierre-ès-Liens

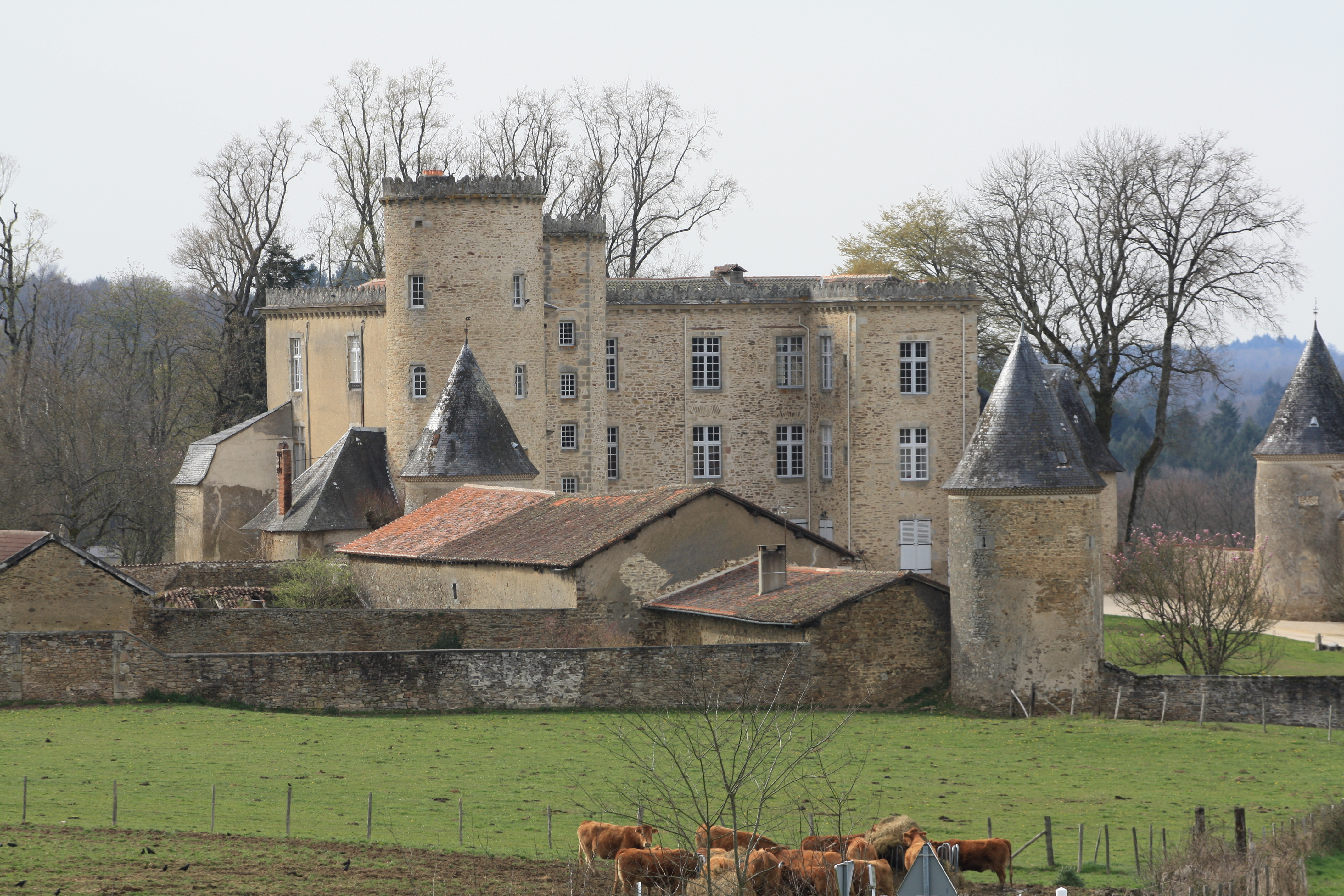
Schloss Cromières
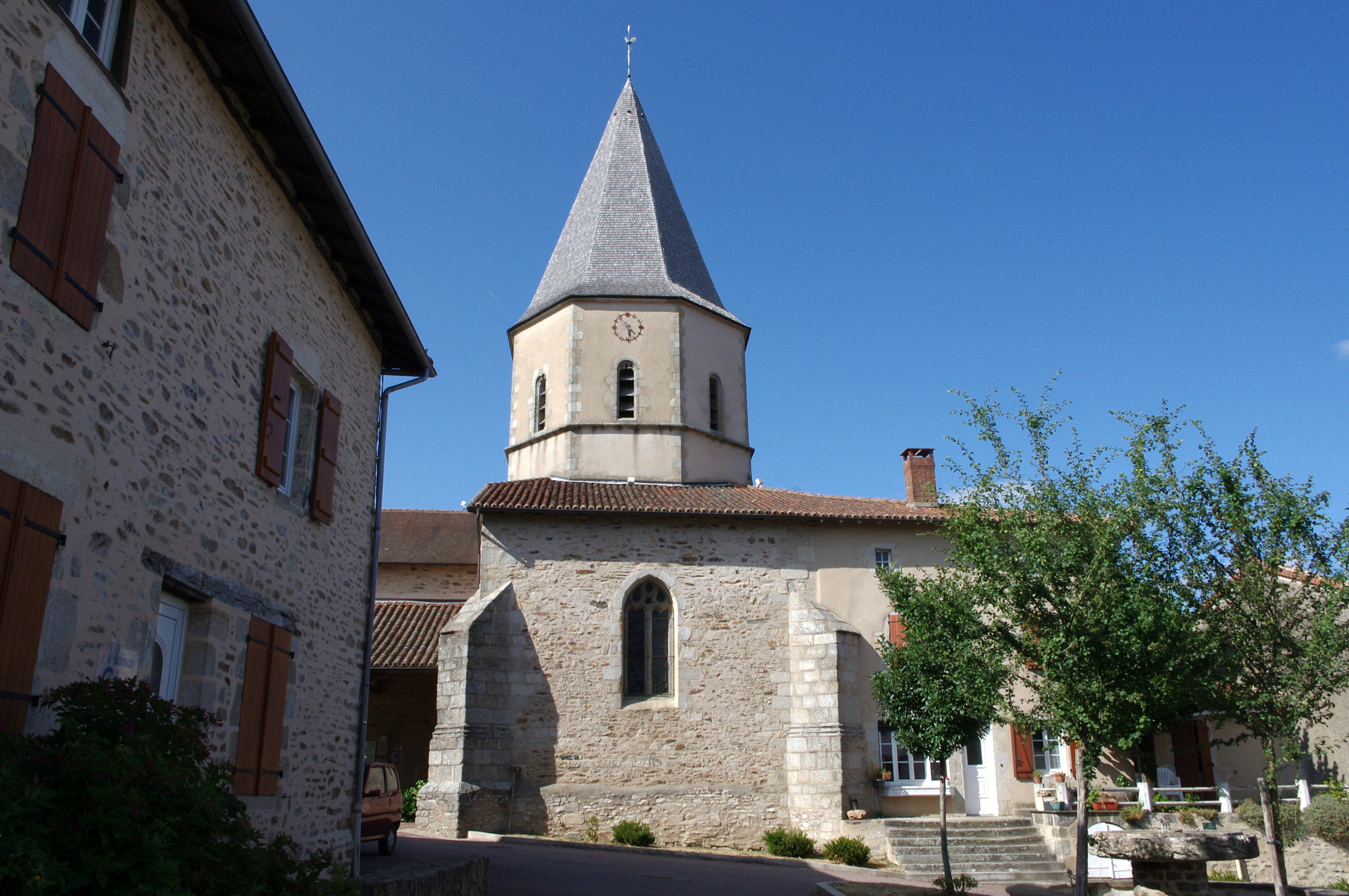
Kirche Saint-Pierre-ès-Liens